# Bytča
Bytča (ung: Nagybiccse) är en stad i nordvästra Slovakien. Staden har 11 550 invånare (2005).